# Rakowiec (Gostynin)
Pour les articles homonymes, voir Rakowiec.
Rakowiec (prononciation : [raˈkɔvjɛt͡s]) est un village polonais de la gmina de Pacyna dans le powiat de Gostynin de la voïvodie de Mazovie dans le centre-est de la Pologne.
Le village possède approximativement une population de 136 habitants en 2009.

## Histoire
De 1975 à 1998, le village appartenait administrativement à la voïvodie de Płock.